# Lemi
Lemi è un comune finlandese di 2886 abitanti, situato nella regione della Carelia Meridionale.